# سدان، آردن
سدان، آردن (به فرانسوی:Sedan, Ardennes) یک کمون در بخش آردن و منطقهٔ گرانت است در شمال شرقی فرانسه است.

## خصوصیات
سدان ۱۶٫۲۸ کیلومترمربع مساحت و ۱۹٬۲۱۹ نفر جمعیت دارد و ۱۵۷ متر بالاتر از سطح دریا واقع شده‌است.

## خواهرخوانده
شهر آیزناخ خواهرخواندهٔ سدان، آردنه هست.